# Biszcza
Biszcza è un comune rurale polacco del distretto di Biłgoraj, nel voivodato di Lublino.
Ricopre una superficie di 106,31 km² e nel 2006 contava 3 918 abitanti.